# Iran op de Olympische Winterspelen 2014
Iran was een van de landen die deelnam aan de Olympische Winterspelen 2014 in Sotsji, Rusland.
Van de vijf deelnemers (drie mannen en twee vrouwen) die deze editie van de Winterspelen Iran vertegenwoordigden, namen Hossein Saveh Shemshaki en Seyed Sattar Seyd voor de tweede keer deel.

## Deelnemers en resultaten
(m) = mannen, (v) = vrouwen 

### Alpineskiën
| Olympiër (deelname)         | Onderdeel        | Resultaat | Prestatie                                                            |
| --------------------------- | ---------------- | --------- | -------------------------------------------------------------------- |
| Mohammad Kiyadarbandsari    | reuzenslalom (m) | 51e       | 1e run: 1.30,12 (56e) 2e run: 1.32,01 (52e) totaal: 3.02,13 (+16,84) |
| Mohammad Kiyadarbandsari    | slalom (m)       | 30e       | 1e run: 1.55,09 (55e) 2e run: 1.03,78 (29e) totaal: 1.58,87 (+17,03) |
| Hossein Saveh Shemshaki (2) | reuzenslalom (m) | 55e       | 1e run: 1.32,35 (62e) 2e run: 1.32,87 (55e) totaal: 3.05,22 (+19,93) |
| Hossein Saveh Shemshaki (2) | slalom (m)       | 31e       | 1e run: 1.55,46 (57e) 2e run: 1.03,90 (30e) totaal: 1.59,36 (+17,52) |
|                             |                  |           |                                                                      |
| Forough Abbasi              | slalom (v)       | 48e       | 1e run: 1.26,71 (60e) 2e run: 1.08,98 (46e) totaal: 2.35,69 (+51,15) |

### Langlaufen
| Olympiër (deelname)   | Onderdeel          | Resultaat | Prestatie          |
| --------------------- | ------------------ | --------- | ------------------ |
| Seyed Sattar Seyd (2) | 15 km klassiek (m) | 79e       | 47.16,1 (+8.46,4)  |
|                       |                    |           |                    |
| Farzaneh Rezasoltani  | 10 km klassiek (v) | 73e       | 42.31,3 (+14.13,5) |